# American Insurrection
American Insurrection és una pel·lícula dramàtica estatunidenca del 2021 escrita per William Sullivan i Jarret Kerr, dirigida pel mateix Sullivan. Compta amb el repartiment de Michael Raymond-James, Brandon Perea i Toby Leonard Moore. S'ha doblat i subtitulat al català.

## Repartiment
- Michael Raymond-James com a Gabe
- Nadine Malouf com a Zabi
- Nick Westrate com a David
- Brandon Perea com a Arjay
- Sarah Wharton com a Sarah
- Jarret Kerr com a Jarret
- Toby Leonard Moore com el Fundador

## Estrena
La pel·lícula es va estrenar als cinemes el 8 d'octubre de 2021. Després es va publicar en digital, a la carta i en DVD el 7 de desembre de 2021.

## Rebuda
Al lloc web de l'agregador de ressenyes Rotten Tomatoes, el 83% de les dotze crítiques són positives, amb una valoració mitjana de 5,6 sobre 10.
Joe Leydon de Variety va fer-ne una crítica positiva amb la següent conclusió: "Els actors principals ben escollits donen als personatges un sentiment d'urgència persuasiu i convincent, i millora enormement els trams de suspens de les pitjors escenes".